# Houkesleat
Le Houkesleat (en néerlandais Houkesloot) est une rivière néerlandaise de la Frise.

## Géographie
Il relie la ville de Sneek au Sneekermeer (lac de Sneek). Près du Kruiswater, le Houkesleat dessine une courbe vers le nord-est, avant de se jeter dans le lac. Cette dernière partie de la rivière est intégrée dans le trajet du canal de la Princesse Margriet. 
Le Houkesleat fait également partie de l'itinéraire reliant plusieurs lacs de la Frise, notamment le Heegermeer et le Sneekermeer, via Geeuw et Wijde Wijmerts.

## Source
- (nl) Cet article est partiellement ou en totalité issu de l’article de Wikipédia en néerlandais intitulé « Houkesloot » (voir la liste des auteurs).